# ولینگتون (بازیکن فوتبال)
ولینگتون (انگلیسی: Welington؛ زادهٔ ۱۹ فوریهٔ ۲۰۰۱) بازیکن فوتبال اهل برزیل است که در حال حاضر برای باشگاه فوتبال ساوت‌همپتون بازی می‌کند. 
وی همچنین در تیم ملی فوتبال زیر ۲۳ سال برزیل بازی کرده است.